# Johnny Test (serie animata 2021)
Johnny Test è una serie televisiva animata statunitense-canadese del 2021, creata da Scott Fellows, ed è un revival della serie animata del 2005. La prima stagione è uscita su Netflix il 16 luglio 2021, mentre la seconda e ultima il 7 gennaio 2022.

## Trama
Questa nuova serie continua le avventure dell'undicenne Johnny Test e del suo cane parlante Dukey per opera delle invenzioni delle sue geniali sorelle Mary e Susan. 

## Personaggi e doppiatori
- Johnny Test, voce originale di James Arnold Taylor, italiana di Marcello Gobbi.
- Dukey, voce originale di Trevor Devall, italiana di Stefano Ferrari.
- Mary Test, voce originale di Emily Tennant, italiana di Elisa Giorgio.
- Susan Test, voce originale di Maryke Hendrikse, italiana di Laura Cherubelli.
- Hugh Test, voce originale di Ian James Corlett, italiana di Luca Ghignone.
- Lila Test, voce originale di Kathleen Barry, italiana di Jolanda Granato.
- Mr. Black, voce originale di Bill Mondy, italiana di Mattia Bressan.
- Mr. White, voce originale di Deven Mack, italiana di Massimiliano Lotti.
- Brain Freezer, voce originale di Bill Mondy, italiana di Simone Marzola.
- Sig. Mittens, voce originale di James Arnold Taylor, italiana di Pietro Ubaldi.
- Dark Vegan, voce originale di James Arnold Taylor, italiana di Giorgio Melazzi.
- Il Generale, voce originale di Lee Tockar, italiana di Massimiliano Lotti.
- Hank Anchorman, voce originale di James Arnold Taylor, italiana di Pietro Ubaldi.
- Eugene Hamilton, voce originale di Lee Tockar, italiana di Stefano Pozzi.
- Gil, voce originale di Andrew Francis, italiana di Alessandro Pli.

## Episodi

### Prima stagione
| n° | Titolo originale              | Titolo italiano                     | Pubblicazione  |
| -- | ----------------------------- | ----------------------------------- | -------------- |
| 1  | Johnny's Battle Royale        | Johnny e la lotta all'ultimo sangue | 16 luglio 2021 |
| 2  | Johnny's Baby Brother         | Il fratellino di Johnny             | 16 luglio 2021 |
| 3  | Johnny's Bling Bling Buddy    | Johnny e l'amico Bling Bling        | 16 luglio 2021 |
| 4  | Johnny Unboxed                | Johnny in scatola                   | 16 luglio 2021 |
| 5  | The Silence of the Johnny     | Il silenzio di Johnny               | 16 luglio 2021 |
| 6  | Johnny'Mon Go!                | Johnny e Minimon Go!                | 16 luglio 2021 |
| 7  | Knowing Johnny Inside and Out | Alla scoperta di Johnny             | 16 luglio 2021 |
| 8  | JTA - Johnny Talent Agency    | L'agenzia di Johnny                 | 16 luglio 2021 |
| 9  | Johnny the 13th               | Johnny in "Venerdì 13"              | 16 luglio 2021 |
| 10 | Johnny's New 'Do              | Johnny e il nuovo taglio di capelli | 16 luglio 2021 |
| 11 | Johnny's Roman Holiday        | Le vacanze romane di Johnny         | 16 luglio 2021 |
| 12 | Johnny Fest                   | Johnny Fest                         | 16 luglio 2021 |
| 13 | Johnny with 1000 Faces        | Johnny dai 1000 volti               | 16 luglio 2021 |
| 14 | Johnny's Yard Sale            | Johnny e il mercatino               | 16 luglio 2021 |
| 15 | The Masked Johnny             | La maschera di Johnny               | 16 luglio 2021 |
| 16 | Say Cheese Johnny             | In posa, Johnny!                    | 16 luglio 2021 |
| 17 | Johnny's Mazed and Confused   | Johnny e il labirinto               | 16 luglio 2021 |
| 18 | Johnny is the New Black       | Vi presento Johnny Black            | 16 luglio 2021 |
| 19 | Johnny Test, 90210            | Johnny Test 90210                   | 16 luglio 2021 |
| 20 | Johnny's Holiday Light Fight  | Johnny e le luci più belle          | 16 luglio 2021 |

### Speciale
| Titolo originale                      | Titolo italiano                                  | Pubblicazione    |
| ------------------------------------- | ------------------------------------------------ | ---------------- |
| Johnny Test's Ultimate Meatloaf Quest | Johnny Test alla ricerca del polpettone perfetto | 16 novembre 2021 |

### Seconda stagione
| n° | Titolo originale                   | Titolo italiano                      | Pubblicazione  |
| -- | ---------------------------------- | ------------------------------------ | -------------- |
| 1  | Johnny's Got a Brand New Mom       | Johnny ha una nuova mamma            | 7 gennaio 2022 |
| 2  | Johnny's Battle Royale 2           | Battle Royale 2 per Johnny           | 7 gennaio 2022 |
| 3  | The Wizard of Johnny               | È quasi magia Johnny                 | 7 gennaio 2022 |
| 4  | Johnny's Goodluck Charm            | Il portafortuna di Johnny            | 7 gennaio 2022 |
| 5  | Johnny's Scary Fairy Tales         | Johnny e le fiabe spaventose         | 7 gennaio 2022 |
| 6  | The Revenge of Johnny's Baby Bro   | La vendetta del fratellino di Johnny | 7 gennaio 2022 |
| 7  | Johnny vs Señor Crabo              | Johnny contro Mister Granky          | 7 gennaio 2022 |
| 8  | Escape from Johnny's House         | Fuga dalla casa di Johnny            | 7 gennaio 2022 |
| 9  | Johnny the Monster Slayer          | Johnny l'ammazzamostri               | 7 gennaio 2022 |
| 10 | Johnny'Mon Go! Again               | Johnny e Minimon Go! (di nuovo)      | 7 gennaio 2022 |
| 11 | Return to the Wizard of Johnny     | È quasi magia Johnny: Il ritorno     | 7 gennaio 2022 |
| 12 | Johnny Presents: The Dukey Channel | Il canale di Johnny e Duckey         | 7 gennaio 2022 |
| 13 | Johnny's Super Smart House         | Johnny e la casa super intelligente  | 7 gennaio 2022 |
| 14 | Johnny and the Squishy Wooshies    | La collezione di Johnny              | 7 gennaio 2022 |
| 15 | Johnny's Game of Bones             | Johnny e la battaglia delle ossa     | 7 gennaio 2022 |
| 16 | Johnny Con                         | Un raduno per raduno                 | 7 gennaio 2022 |
| 17 | Johnny's Got Game                  | Johnny e I videogiochi               | 7 gennaio 2022 |
| 18 | Johnny Dent                        | Johnny spaccatutto                   | 7 gennaio 2022 |
| 19 | 5 Seconds of Johnny                | 5 secondi di Johnny                  | 7 gennaio 2022 |
| 20 | Johnny's Melee Mayhem              | Johnny e il disastro                 | 7 gennaio 2022 |